# Algemene Begraafplaats van Schoondijke
De Algemene Begraafplaats van Schoondijke is een gemeentelijke begraafplaats in het Nederlandse dorp Schoondijke (Sluis) in de provincie Zeeland. De begraafplaats ligt langs de Doctor Huizingastraat, achter de Protestantse kerk in het dorpscentrum. Ze heeft een rechthoekig grondplan met een oppervlakte van 8.200 m² en wordt omsloten door een haag en bomen. De toegang bestaat uit een dubbel traliehek tussen ronde metalen zuilen. Het terrein wordt door enkele paden doorsneden waartussen de percelen met graven liggen. In de oostelijke hoek staat een herdenkingsmonument voor de 33 burgerlijke slachtoffers uit de Tweede Wereldoorlog.

## Brits militair graf
In de oostelijke hoek van de begraafplaats ligt het graf van de Nieuw-Zeelandse onderofficier George James Roney. Hij werd op 6 oktober 1944 met zijn Spitfire neergeschoten en pas vier jaar later geborgen.
Zijn graf staat bij de Commonwealth War Graves Commission geregistreerd onder Schoondijke General Cemetery.